# Grupo Niche

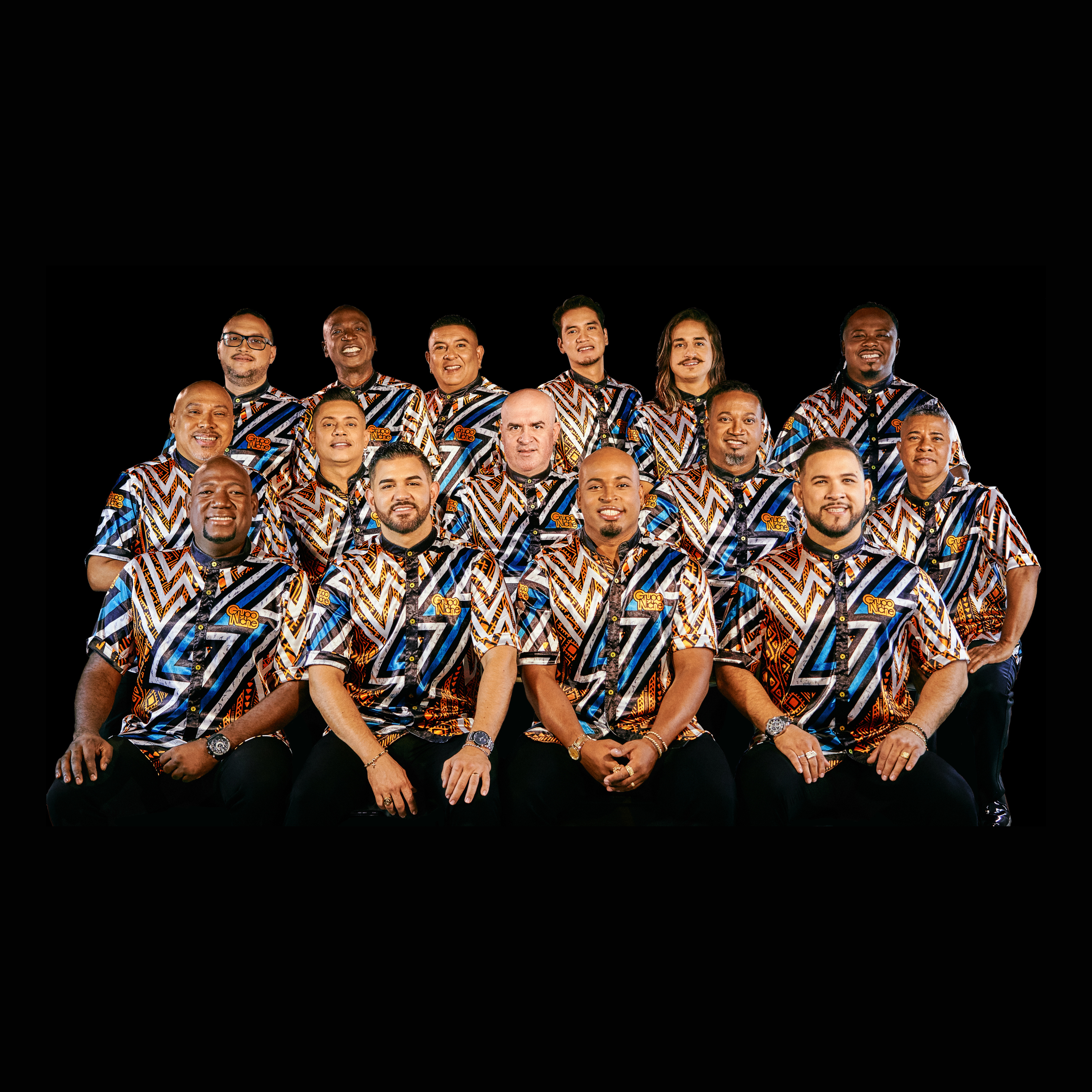
Grupo Niche

Grupo Niche ist eine in ganz Lateinamerika populäre kolumbianische Salsagruppe. Die Gruppe wurde 1978 von Jairo Varela in Cali gegründet. Er war Sänger der Gruppe, schrieb die Lieder und spielte den Güiro.
Grupo Niche ist sowohl für Tanzmusik als auch für eher langsame, romantische Lieder bekannt. Ihre bekanntesten Lieder sind Cali Pachanguero, Gotas de Lluvia, Una Aventura, Han Cogido la Cosa und die Cumbia Canoa Rancha.

## Diskografie
- Al Pasito (1979)
- Querer es Poder (1981)
- Prepárate... (1982)
- Directo Desde New York! (1983)
- No Hay Quinto Malo (1984)
- Triunfo (1985)
- Me Huele a Matrimonio (1986)
- Con Cuerdas (1987)
- Historia musical (1987)
- Tapando el Hueco (1988)
- Sutil y Contundente (1989)
- Cielo de Tambores (1990)
- Llegando al 100% (1991)
- 12 años con su éxito Mexico, Mexico (1992)
- Un Alto en el Camino (1993)
- Huellas del Pasado (1995)
- Etnia (1996)
- A Prueba de Fuego (1997)
- Señales de Humo (1998)
- A Golpe de Folklore (1999)
- Propuesta (2000)
- La Danza de la Chancaca (2001)
- Control Absoluto (2002)
- Imaginación (2004)
- Alive (2005)
- Tocando el cielo con las manos (2013)
- 35 Aniversario (2015)